# Eugène Isabey
Eugène Louis Gabriel Isabey (født 28. juli 1804 i Paris, død 26. april 1886 i Lagny) var marine- og genremaler og litograf, søn og elev af Jean-Baptiste Isabey. 
Allerede 1830 var han kongelig marinemaler og deltog i toget til Algier. Det er også især hans marinestykker med de kraftige maleriske effekter, der en tid bragte ham så højt i ry, men han malede også landskaber, historiske genrebilleder m. v., var i det hele uhyre produktiv, en dreven virtuos, der i varme mættede ateliertoner frembragte flotte, om end ikke alt for lødige virkninger, således i en række historiske kostumebilleder med en broget figurstaffage i teatermæssig arrangement. Et hovedværk: "Kampen ved Texel" (1839) i Versailles-Museum, "De Ruyter’s Indskibning" (1850) i Louvre. Han er rigt repræsenteret i de franske museer, ses også jævnlig i tyske (bl.a. i Berlins Nationalgalleri), to billeder i Stockholms Nationalmuseum. Foruden olien dyrkede Isabey med dygtighed vandfarven og tegninger på sten.